# Вавилонія
32°30′ пн. ш. 44°30′ сх. д. / 32.5° пн. ш. 44.5° сх. д.
Вавило́нська держава, або Вавилонія — давня держава в південній частині Межиріччя (територія сучасного Іраку) зі столицею у Вавилоні, що виникла близько 1897/1895 року до н. е. Вона виникла як держава з аккадським населенням, але під владою амореїв. Її існування поділяється на декілька періодів: давньовавилонський[⇨], середньовавилонський[⇨], ассирійський[⇨], нововавилонський. Давньовавилонське царство набуває могутності за Хамурапі (1792—1750 до н. е.). Після смерті останнього відбувається занепад. У подальшому Вавилонія майже постійно боролася проти Ассирії та Еламу, а також кочових семітських та хуритських племен. У XVI ст. до н. е. захоплена каситами, з яких починається середньовавилонський період. У IX ст. опинилася під зверхністю, а потім владою Ассирії. У VII ст. до н. е. відновлює незалежність. Найбільшого розквіту Нововалинське царство досягла за царя Навуходоносора ІІ. У 539 до н. е. Вавилон було захоплено перським царем Киром II, який після цього додав до свого титулу величання «цар Вавилону».

## Історія

### Давньовавилонське царство

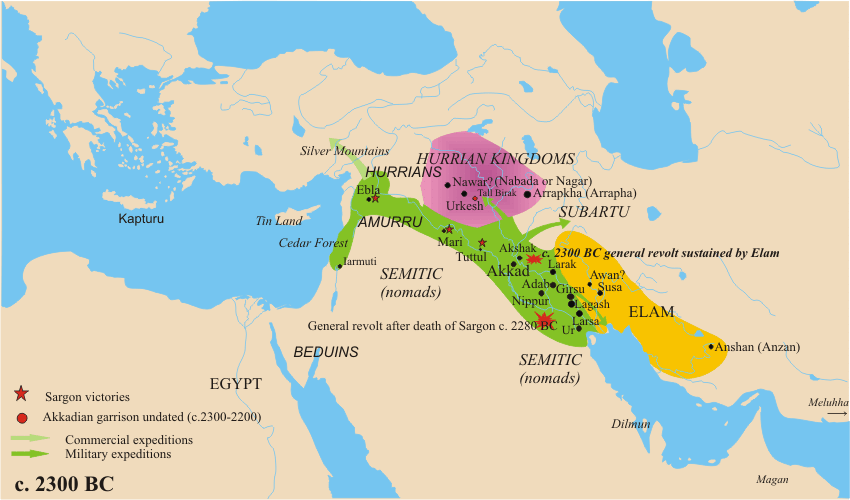
Давнє Межиріччя в 2300 до н. е.

Після занепаду Третьої династії Уру від рук еламітів у 2002 до н. е., амореї почали мігрувати до південної Месопотамії з північного Леванту, поступово отримуючи контроль над більшою частиною південної Месопотамії, де вони утворили низку невеликих держав. Протягом перших століть того, що називається «аморейським періодом», наймогутнішими містами-державами на півдні були Ісін, Ешнунна та Ларса, а також Ассирія на півночі.
На початку II тис. до н. е. Вавилон був невеликим містечком чи поселенням держави Казалу в регіоні Аккад. Близько 1897/1895 до н. е. аморейський вождь на ім'я Суму-абум із племені яхрурум захопив ділянку землі, що включала Вавилон, утворив власну державу і започаткував першу династію. Місто мало зручне стратегічне становище: з нього можна було порівняно невеликими військовими силами контролювати верхів'я найважливіших каналів, що живили усю Нижню Месопотамію. Використовуючи це, Суму-абум здійснював активну зовнішню політику, одночасно зміцнюючи свою столицю. Наступники Суму-абума розвивали успіх, зводячи фортифікаційні споруди у столиці та підпорядковуючи сусідні міста. На початку XVIII ст. до н. е. Вавилон вже був сильним царством, але ще поступався Ісіну, Ларсі, Марі та Ассирії.

Володіння Вавилонської держави на кінець правління Хаммураппі ІІ

Розквіт давньовавилонської держави припав на правління Хаммурапі (1792—1750 роки до н. е.), який поєднував військову силу зі спритною дипломатією і за 35 років зміг створити імперію, що охопила усю Месопотамію. Він провів значні будівельні роботи у Вавилоні, розширивши його з маленького міста на велике місто, гідне царювання. Будучи дуже ефективним правителем, він створив бюрократію з оподаткуванням та централізованим урядом. Хаммурапі звільнив Вавилон від панування еламітів і фактично повністю вигнав еламітів з південної Месопотамії, вдершись до самого Елама. Потім він систематично завоював південну Месопотамію, включаючи міста Ісін, Ларсу, Ешнунну, Кіш, Лагаш, Ніппур, Борсіппу, Ур, Урук, Умму, Адаб, Сіппар, Рапікум та Еріду. Це зумовило закріплення за основною частиною Південної Месопотамії нової назви — Вавилонія, а за її населенням — вавилоняни. За цим було здійснено успішні походи на схід — проти кутіїв, лулубеїв, каситів. На північному заході було підкорено держави Марі і Ямхад. Близько 1751 року до н. е. було примушено Ассирію визнати зверхність Вавилонії. Місто Вавилон при цьому перетворилося на найважливіший економічний, політичний та культурний центр Передньої Азії.

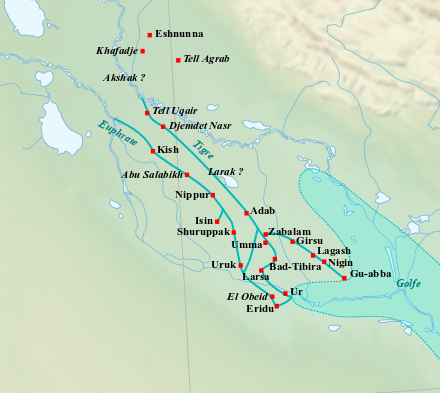
Нижнє Межиріччя

Вже за царя Самсу-ілуни починається послаблення держави. Відбувається масштабне повстання міст Шумеру та оголошення самостійним крайнього півдня, де утворилася Країна Моря. Спроба вавилонського царя її приборкати призвело до руйнування Шумера та остаточного занепаду шумерської культури. Водночас на півночі посилився тиск гірських племен каситів, а пересування хуритів перерізало частину торгових шляхів зі Східним Середземномор'ям і Малою Азією. При наступниках Самсу-ілуни царство вело важкі війни з Еламом, Країною Моря, каситами та внутрішніми ворогами. При цьому територія Вавилонії неухильно скорочувалася, а кризові тенденції наростали. 1595 року до н. е. хети під орудою Мурсілі I завдали вавилонському війську нищівної поразки, взяли її столицю і повалили останнього царя аморейської династії Самсу-дітану.

### Середньовавилонський період

Каситська Вавилонія

Вавилон на деякий час опинився під владою Країни Моря, проте незабаром країною опанували касити на чолі із Агумом II, який заснував там власну династію. Згодом вони злилися з вавилонянами. Було укладено союз з Ассирією, але почалася боротьба проти хетського царства. Вавилонія (в цей період звалася Кардуніаш) швидко відновила статус великої держави, захопивши всю Південну Месопотамію, області Середнього Євфрату, частини Загросу та Сирійської пустелі. Нові володарі перебудували Вавилон, який отримав прямокутний план, а в правління Курігальзу I була заснована нова столиця — Дур-Курігальзу. У васальній залежності опинилася Ассирія.

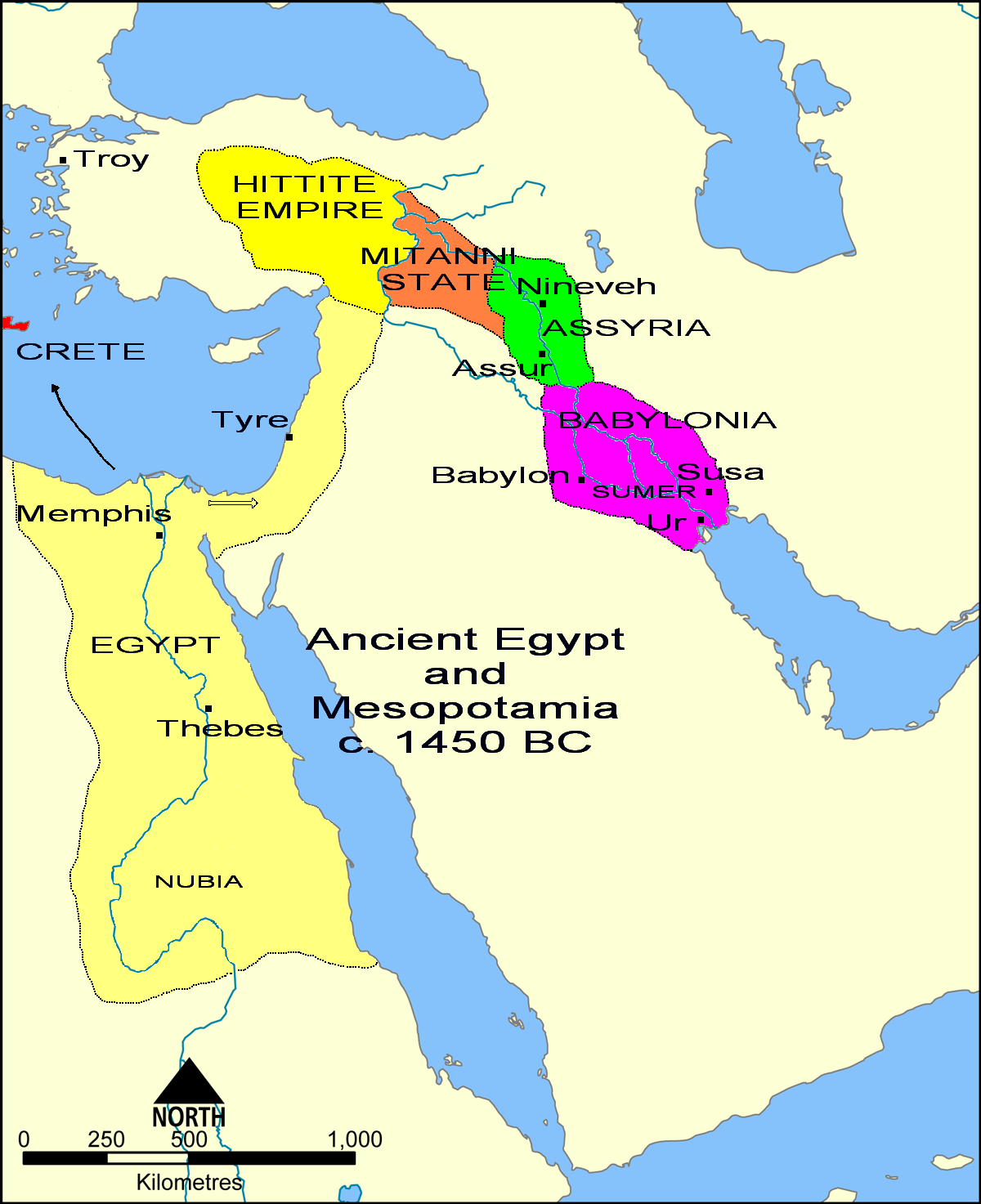
Вавилонія за правління Караїндаша I

Караїндаш I зумів дипломатією домогтися укладання фараоном Тутмосом III встановлення миру з Мітанні, ставши таким чином одним із засновників «Амарнської» міжнародної системи. Між Вавилонією та Єгиптом встановилися інтенсивні торговельні зв'язки (безпосередньо через Сирійсько-Месопотамський степ), що скріплювалися династичними шлюбами (доньки вавилонського царя були дружинами фараонів), подарунками, договорами про «дружбу» та «братерство». Апогею зовнішньополітичної могутності Каситська Вавилонія досягла в правління Бурна-Буріаша II, що зберігав мирні відносини з єгиптянами, ассирійцями та хеттами.
Після смерті Бурна-Буріаша II починається період занепаду, чим скористалися Ассирія та Елам. Протягом півтори сотні років велася затяжна боротьба з Ассирією з перемінним успіхом. 1345 року до н. е. остання захопила Вавилон, поставивши на трон Курігальзу II. 1327 року до н. е. останній повстав проти Ассирії, але зазнав поразки. З 1307 до 1232 року до н. е. вавилонські царі в союзі з Хетською державою і Мітанні боролися проти Ассирії, доки цар Тукульті-Нінурта I не захопив Вавилон. Місто було розграбовано й спалено. У ході повстання 1216 року до н. е. вавилонський трон посів Адад-шум-уцур, при якому навіть відбулося короткочасне відродження каситської могутності, але вже за царів Мардук-апла-іддіна I та Забаба-шум-іддіна у 1170—1150-х роках до н. е. Вавилон піддався черзі спустошливих набігів еламітів та ассирійців. Незабаром еламський цар Шутрук-Наххунте I повністю окупував країну, а близько 1155 до н. е. скинув останнього царя каситської династії Енліль-надін-аххе.
Вавилонія деякий час перебувала під зверхністю Елама, що контролював місцевих царів. У др. пол. XII ст. до н. е. центром антиеламської боротьби стало місто Ісін на чолі із Мардук-кабіт-аххешу, а у 1135 до н. е. Ітті-Мардук-балату переніс столицю до Вавилону. Найвищого підйому ця династія досягла за правління Навуходоносора I. Правління II династії Ісіна ознаменувалося новим, короткочасним розквітом Вавилонії. Незабаром царством втягнулася у тривалу боротьбу з Ассирією, військо якої на чолі з Тіглатпаласаром I здійснило вторгнення в центральні райони Вавилонії, хоча, зрештою, було відкинуто на північ. Після цього Вавилон охопив жахливий голод, що послабило царство. Водночас посилювався тиск кочівників-арамеїв та сутіїв, масове переселення яких до Вавилонії, призвело до послаблення та деградації державної системи. 1072 року до н. е. було підписано мирний договір з Ассирією. Втім у 1056 році до н. е. ассирійці захопили Вавилонію, звідки їх було вигнано близько 1050 року до н. е. Загальна загроза змусила старих супротивників — Ассирію та Вавилон — укласти союз проти арамеїв. Але він виявився неефективним і незабаром події колапсу бронзової доби призвели до падіння II династії Ісіна.
1026 року до н. е. Вавилон було захоплено амореями. Царство розпалося, у Вавилоні жоден цар не панував понад 20 років. 1025 року до н. е. на півдні Сімбар-Шипаке утворив другу Країну Моря. 1018 року до н. е. ассирійці знову вдерлися до регіону. 984 року до н. е. Вавилонію захопили еламіти. Але їх панування завершилося близько 977 року до н. е. внаслідок вторгнення арамеїв. Вавилонія залишалася слабкою протягом цього періоду, цілі райони Вавилонії тепер перебували під владою арамейців та сутіїв. Вавилонські царі часто були змушені піддаватися тиску з боку Ассирії та Елама, які загарбали частки Вавилонії.

### Ассирійський період
На початку IX ст. до південної Вавилонії вдерлися племена халдеїв. Близько 902 року до н.е. ассирійський цар Ададнерарі II захопив Вавилон, а Шамаш-мудаммік визнав його зверхність. Але ассирійська влада тут не була міцною. Тому Тукульті-Нінурта II та Ашшур-назір-апал II також мусили знову підкорюватися вавилонських царів своїй владі. Салманасар III близько 850 року до н.е. знову захопив Вавилон, убив царя Мардук-бел-ушаті, підкорив арамейські, сутейські та халдейські племена, що оселилися у Вавилонії. З цього часу Вавилонія переважно перебувала під владою Ассирії. 
Близько 782 року до н.е., скориставшись внутрішнім розгардіяшем в Ассирії, представник халдейської знаті Мардук-апла-уцур захопив трон Вавилона. Ассирійський цар Салманасар IV, втягнутий у запекле протистояння з Урарту, вимушений був визнати незалежність Вавилонії. Після повалення близько 770 року до н.е. Мардук-апла-уцура відбувалася постійна боротьба за трон, поки 748 року до н.е. не затвердився цар Набонасар. 745 до н. е. ассирійський цар Тіглатпаласар III здійснив завоювання Вавилонії і в 728 році до н. е. сам став вавилонським царем.
Близько 722 року до н.е. Мардук-апла-іддіна II повстав проти ассирійської влади, захопивши трон Вавилону. Проте 710 року до н.е. Вавилон знову було захоплено ассирійцями. Шаррукін II оголосив себе вавилонським царем. Але після його смерті Мардук-апла-іддіна II знову повстав і близько 703 року до н.е. відновився у владі. Ассирійський цар Сін-аххе-еріба 703 року захопив Вавилонію. Сплюндрувавши південні регіони країни, Сін-аххе-еріба 702 року до н. е. посадив на трон свого ставленика Бел-Ібні. В наступні роки ассирійці регулярно придушували повстання вавилонян. Після нового повстання Сін-аххе-еріба 689 року до н. е. зрівняв Ввавилон із землею, після чого наказав затопити водами річки Євфрат те місце, де він розташовувався. Втім вже його наступник Асархаддон зайнявся відновленням міста. Його син Шамаш-шум-укін 668 року до н.е. став новим вавилонським царем.

### Нововавилонське царство

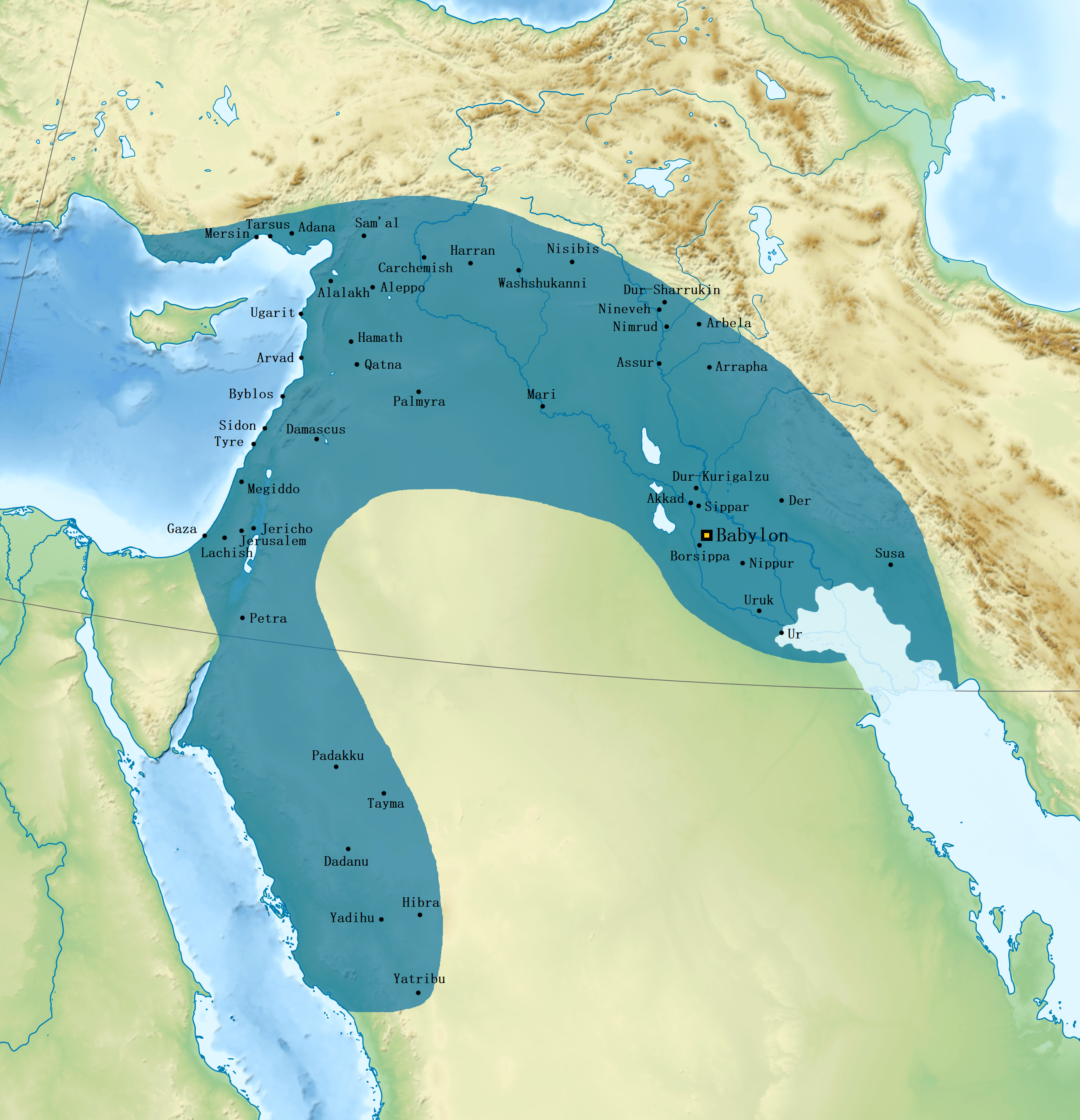
Нововавилонське царства за правління Набоніда

Після тривалої боротьби повсталого вавилонського намісника Набопаласара, який проголосив себе царем, 626 року до н. е. Вавилонія набула незалежності від Ассирії. Спочатку лише північна частина Міжріччя була підкорена ним. Лише до 615 до н. е. вдалося завоювати більшість усіх земель Месопотамії, зокрема Урук та Ніппур. Набопаласар сприяв падінню Ассирії та поділу Новоассірійської імперії разом із мідійським правителем Кіаксаром.
При Навуходоносорі II велися успішні війни з Єгиптом, було захоплено Фінікію, більшість Сирії та Палестини, зокрема Юдею. Після його смерті настав період палацових переворотів. Останній правитель Набонід зіткнувся зі зростанням могутності перського царства Ахеменідів. У 539 до н. е. Вавилон було захоплено перським царем Киром II.

## Устрій
На чолі Давньовавилонського царства стояв шаррум (цар), влада якого спиралася на бюрократичний апарат, військо та великий фонд земель. Він мав всю повноту законодавчої, виконавчої, судової та релігійної влади, а держава мала риси давньосхідної деспотії. 
Розгалужений бюрократичний апарат включав різноманітних чиновників державного та місцевого рівня — глашатаїв, гінців, переписувачів тощо. Найважливішими відомствами були фінансове (збір грошових та натуральних податків) та судове (царський суд, який потіснив усі інші суди — громади, квартали, храми); корупція та недбайливість чиновників суворо каралися.
Територія країни поділялася на провінції, очолювані підконтрольними царю енсі (ішшіакум, ішшаккум), а потім шапірум. На низовому рівні існувало самоврядування в особі старост (рабіанум хазаннум) та рад окремих громад (пухру). Царські агенти відповідали за збір податків, які, зокрема, впливали на доходи від сільськогосподарських угідь палацу, на доходи ремісників та на комерційний обмін (мито), за організацію барщин, що належали підданим, на великі роботи, набір військ, фінансування частини культу, за здійснення правосуддя в першій інстанції тощо.  
Містами та цивільною адміністрацією часто керували очільники храмів (е-біту) або царських чи провінційних палаців. Вони контролювали численні сільськогосподарські угіддя та майстерні, здійснювали торгівельні операції, надавали позики, організовували громадські роботи за системою барщини та стягували податки.
За часів Каситської Вавилонії володар носив титул цар чотирьох країн світу (цар Вавилону, цар Шумеру і Аккаду, цар каситів, цар Кардуніашу). Контроль над територією країни здійснювали аристократичні роди, під владою яких перебував збір податків і нагляд над виконанням повинностей. Вони носили посади белпіхаті, у післякаситський час — шакну. В умовах зростання самостійності впливових родів , храмів та міст (деякі з яких навіть містили власні військові контингенти), централізація країни слабшала, надходження до скарбниці скорочувалися і дедалі більше виявлялися кризові риси. За часів II династії Ісіна держава ділилася на 14 провінцій.
У Нововавилонському царстві цар звався шар і мав титул царя Вавилона, царя Шумеру та Аккаду. Існував розгалужений державний та адміністративний апарат. Значний вплив мали жрецтво та вища аристократія. Держава була поділена на провінції (піхату), які переважно збереглися від Новоассирійської імперії. Найважливішою вважалася провінція Земля Моря (мат тамті). На чолі провінцій стояли намісники (шакін-темі або бел-піхаті), що призначалися безпосередньо царем.

## Суспільство
Складалося в часи Давньовавилонського царства з трьох основних груп: вільних повноправних громадян (авілум), напіввільних (мушкенум) та рабів (вардум). Вільні громадяни (більшість населення) брали участь у громадському самоврядуванні та становили основу дрібних виробників - землеробів-общинників, ремісників, а також воїнів. До авілумів належали також заможні громадяни (великі землевласники, тамкари, жрецтво). Серед вільних активно йшло соціальне розшарування, що супроводжувалося борговою кабалою, самопродажем і продажем дітей у рабство, втечею під заступництво храмів тощо. 
Мушкенуми були працівниками царсько-храмових господарств, які втратили зв'язок із громадою; вони не мали власності, майно отримували від держави, хоча могли керувати державною нерухомістю та рабами. 
Раби становили нижчий щабель суспільства і прирівнювалися до майна, проте самі могли бути власниками невеликого майна (в рамках власності господаря), отримувати спадок від вільних і навіть одружуватися з останніми (чоловіками, жінками). Діти такого шлюбу вважалися вільними. Вардуми виділялися зовнішнім виглядом - особливою стрижкою (аббуттум), тавром, проткнутими вухами тощо. Розрізнялися приватні, палацові, храмові раби, раби мушкенумів. Втеча рабів суворо каралася, укриття втікачів каралося заходами від відсікання руки до страти, а видача втікачів винагороджувалася. У цілому вавилонське суспільство було рабовласницьким: сім'я середнього достатку тримала від 2 до 5 рабів.
Вавилонська родина була патріархальною. Основна влада належала чоловікові — власнику будинка, проте закони охороняли здоров'я, честь та гідність жінки. Марнотратство дружини каралося палицями, її невірність — смертю. Шлюби мали характер ділової угоди, чоловік вносив шлюбний викуп (біблум) і весільний подарунок (терхатум), а дружина - посаг (шерікту, нудунну); повторне заміжжя та розлучення було майже неможливим. Посаг та подарунки чоловіка залишалися у власності дружини; а у разі смерті чоловіка вона розпоряджалася його майном до повноліття дітей. Майно успадковували діти обох статей, але перевагу часто надавали синам.
Головне святилище в ширшому сенсі було місцем, навколо якого тяжіло місцеве суспільство великого вавилонського міста, від його еліти до найскромніших верств населення, оскільки воно служило місцем зустрічей для релігійних святкувань, а також політичних, правових та економічних справ.
У середньовавилонський період відбуваються процеси дезурбанізації, і водночас зміцнювалася сільська громада і значно зросла роль архаїчних родових і великородинних об'єднань — біту, очолюваних бел біті («паном будинку»). Найвпливовіші з цих родів або груп родів домагалися закріплення права власності на керовану землю, а також податкового імунітету. Схожі процеси розвивалися в ассирійський період, коли відбувся занепад міст або їх повна руйнація, посилення місцевої знаті та жрецтва у містах.
У нововавилонський період цар очолював суспільство. решта поділялося на вільних та рабів. Відбувається відновлення міського життя, стрімко збільшується населення, його добробут.

## Право
Для зміцнення держави було видано «Закони Хаммурапі», що спиралися на попередні законодавства Шумеру, Аккаду та Ассирії. Ці закони прагнули загальмувати процеси соціального розшарування серед вільних осіб, проте насамперед захищали приватну власність та майно заможних громадян. Відносини між вільними найчастіше регулювалися принципом таліону. Особисту шкоду мушкенумам зазвичай компенсували грошовим штрафом, а лікування мушкенуму оплачувалося вдвічі дешевше, аніж повноправних громадян. Особиста шкода рабові відшкодовувалося грошовою компенсацією господареві або заміною на іншого раба. При цьому поширеним покаранням раба було відрізання вуха.
Судочинство здійснювали дайянум, відповідальні за проведення судових процесів та винесення вироків. Проте здійснення правосуддя на практиці було розділене між місцевими знатними особами (зокрема, рабіанум хазаннум), різними царськими чиновниками (ті, хто знаходився на місцевому рівні, були, зокрема, відповідальними за розслідування справ), очільниками храмів і, зрештою, царем.

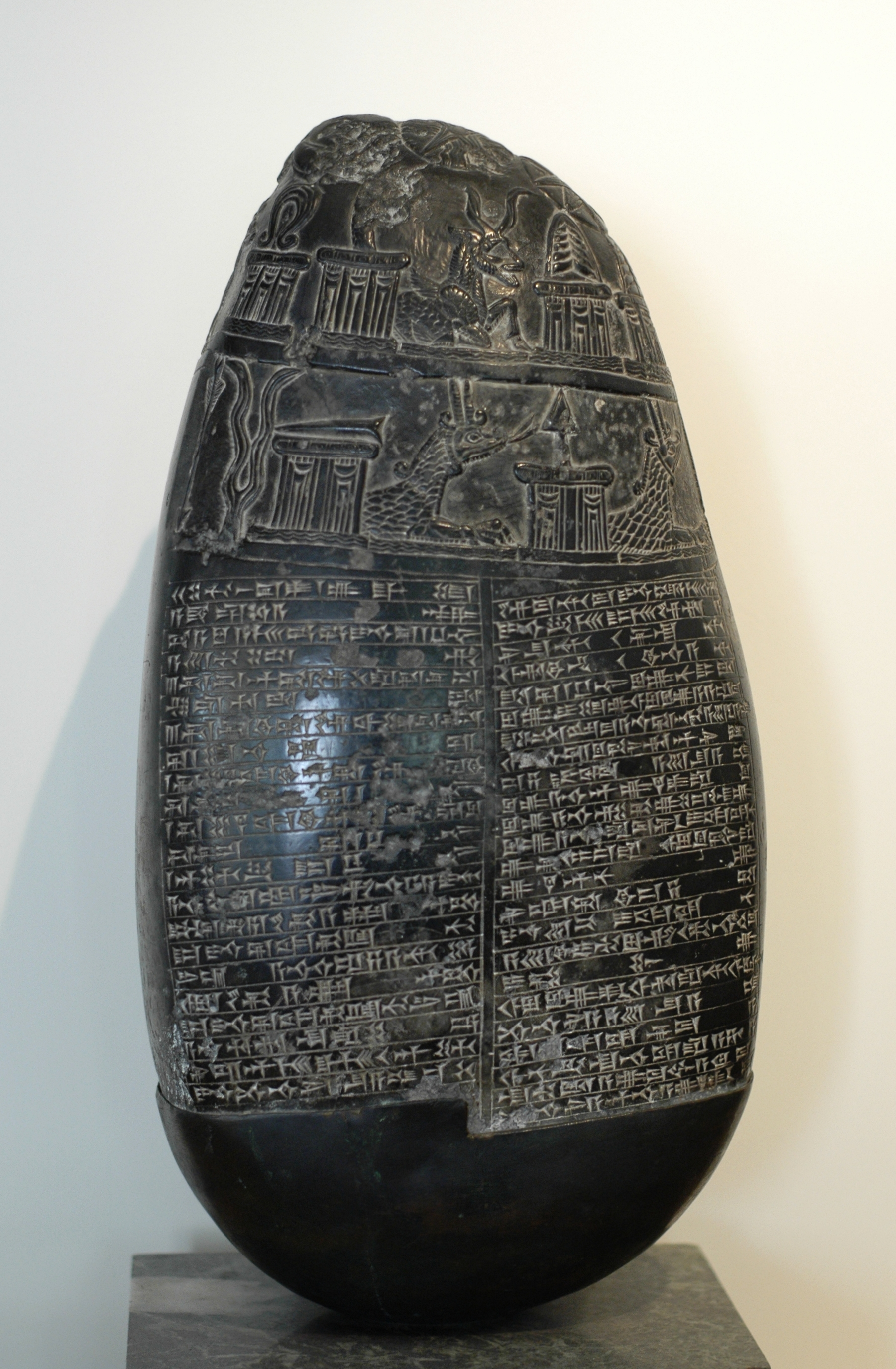
Кудурру

Для середньовавилонського часу типові кудурру — межові камені, на яких висікалися відповідні царські укази.

## Військо
Основа війська Давньовавилонського царства - загони легкоозброєних і важкоозброєних професійних воїнів (редум і байрум), які отримували за службу ділянки землі (іноді - з будинком, садом, худобою). Ця система називалася ілку. Закони захищали вояків від свавілля командирів. Держава регламентувала викуп полонених та підтримувала родини загиблих вояків. Ухилення вояків від обов'язків каралося до смертної кари. 
Для середньовавилонського періоду характерно стало широке застосування колісниць та кінноти. За часів II династії Ісіна армія була професійною, включала піхоту, кінноту та колісниці (найважливіша ударна сила); за службу воїни отримували землі від держави. Система ілку перетворилася на фінансування військ з податків орендарів, який сплачувався центральній владі.
В усі періоди вавилонське військо було організоване у 10-ричну систему: 10 вояків (реду), 20 вояків (еширту), підрозділи у 50, 100 і 1000 вояків. У нововавилонський період створюється царська гвардія.

## Економіка
Основу становило іригаційне землеробство. Також важливу роль відігравали скотарство, ремісництво та торгівля (внутрішня та зовнішня). Для підтримки іригаційної мережі залучалося все працездатне населення. Керували іригаційними та зрошувальними роботами спеціальні службовці (гугаллу). За наказом Хаммурапі було викопано масштабний зрошувальний канал — «Ріки Хаммурапі» (Нар-Хаммурапі). 

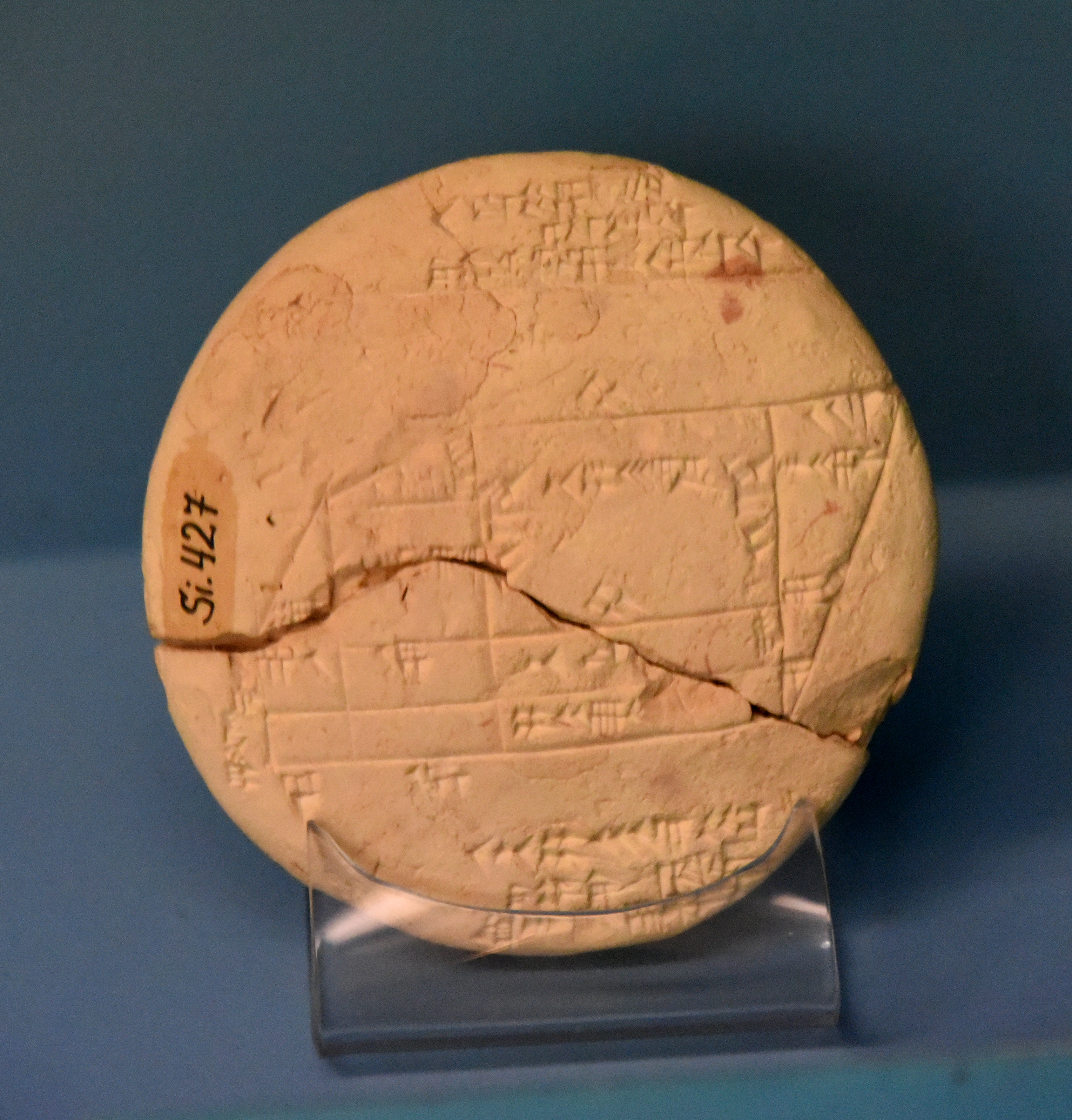
Кадастровий текст, написаний аккадською мовою. Теракотова табличка. XVIII століття до н. е. Сіппар

Цар був найбільшим власником землі. Фонд його володінь включав значну частку всіх оброблюваних площ. За ним йшли храмові комплекси, які в окремих містах, особливо на півдні, володіли величезними земельними ділянками. За правління каситів Есагіл Вавилона отримав щонайменше 5000 га у якості пожертви. Крім царсько-храмових господарств важливу роль відігравали общинний та приватний сектори. Крім того держава здавала земельні ділянки, пасовища та майстерні в оренду приватним особам, воїнам, чиновникам тощо. 
Вирощували переважно ячмінь (шеум), кунжут, бобові (нут, квасолю, сочевицю), фініки. Знаряддями праці в полі були плуг, запряжений волами (епінну), мотика та серп. Оранку землі проводили команди орачів та трьох-чотирьох голів великої рогатої худоби. Зазвичай практикувався дворічний пар. Весняні та літні місяці були присвячені збору врожаю та обмолоту оброблених полів, розпушенню та промиванню полів для обробки, а осінні та зимові місяці — підготовці, оранці та посіву оброблених полів, а також відпочинку парових полів. У звичайний час врожайність найкращих земель могла бути дуже високою, досягаючи 16/1 або 20/1 або навіть більше.

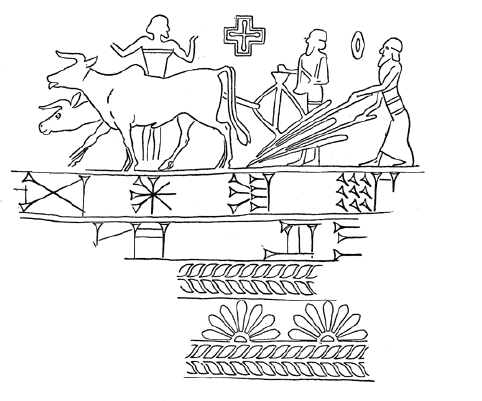
Орачі, що керують насіннєвим плугом. Відбиток печатки середньовавилонського періоду (кінець XIV століття до н. е.)

З ячменя мірошники (арарру) готували борошно, якого пекарі (нухатімму) усі види хліба, а бровари (сірашу) — у великій кількості пиво (у нововавилонський період фінікове пиво витіснило ячмінне пиво). Пальмові гаї були справжніми садами, оскільки тінь, яку забезпечували пальми, що могли досягати 20 метрів у висоту, використовувалася для вирощування біля їхніх підніжжя різних овочів та фруктів. З кунжуту за допомогою відповідних пресів (сахіту) виготовляли олію.
Розводили велику і дрібну рогату худобу, віслюків, свиней та птицю. Череди паслися на краю оброблюваних земель або на необроблених полях. Їх також влітку переганяли до прохолодніших регіонів на північ від Вавилонії. Поширене було полювання на диких тварин і птахів. Природні умови дозволяли у великій кількості виловлювати рибу, що також йшла на експорт.

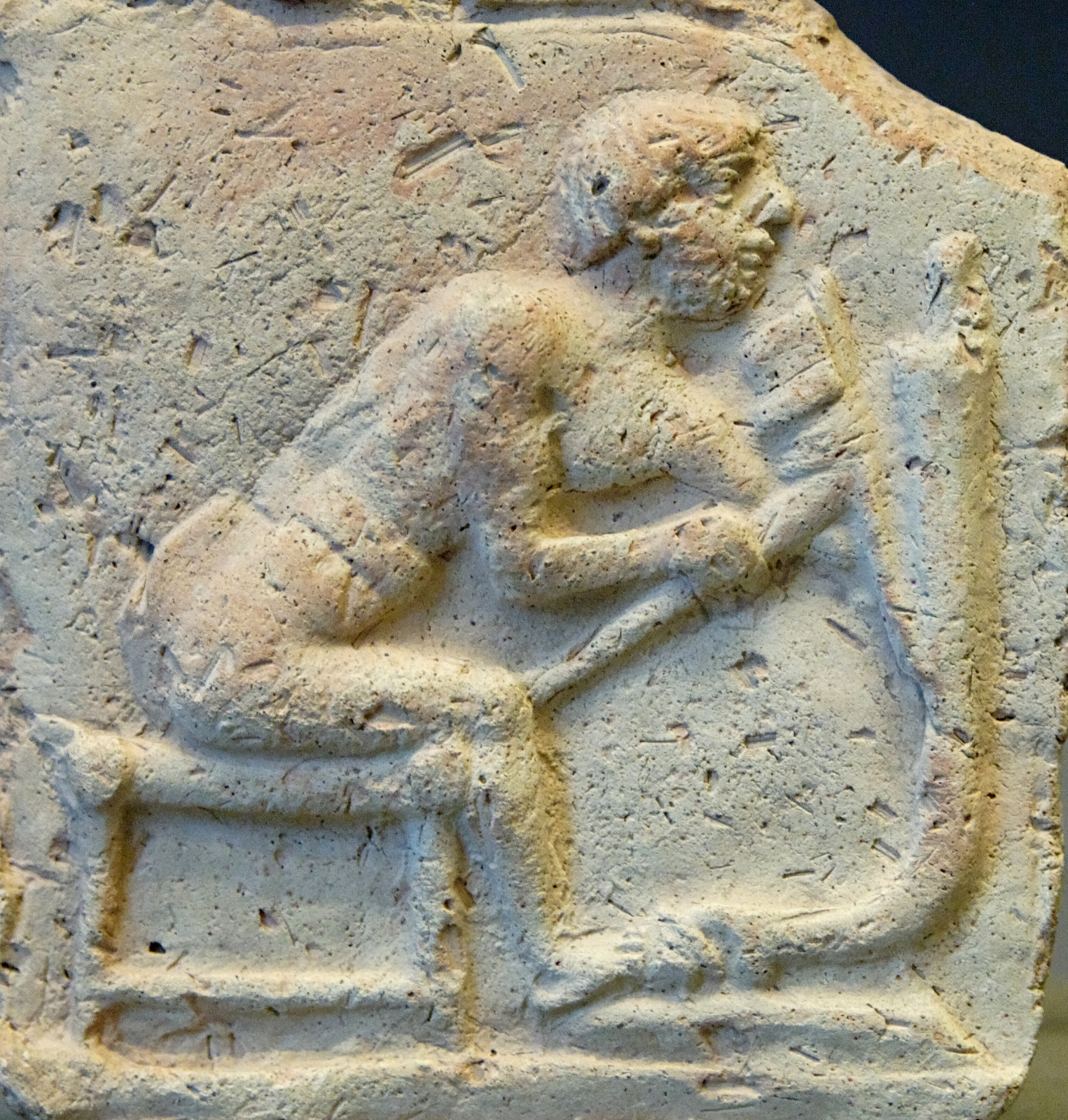
Майстер, що виготовляє плуг. теракота. Ешнунна. Давньовавилонське царство

Розвинуто було ремісництво, що включало гончарство, мулярство, чинбарство, обробку металів і дерева, каміння, виготовлення тканин, парфумів, млинарство, пивоваріння тощо. Деревину фінікових пальм використовували для виготовлення інструментів та будівництва, верхівки дерев та деякі з її волокон використовувалися для плетіння кошиків, а пагони, що ростуть біля основи дерева, використовувалися для виробництва пальмового вина. Одяг виготовлявся переважно з вовни, яка була різних якостей, а також з льону. Вавилоняни розробили методи фарбування рослинами та мінералами, а також вишивку для виготовлення одягу вищої якості.
Гончарі (пахарум) виготовляли різні речі з глини, насамперед посуд (карпатум) — близько 350 видів (окремо для води, пива, молока, олії, меда, вина тощо) різного розміру та форми, який повсюдно застосовувався у повсякденному житті стародавніх вавилонян. Гончарі також виготовляли різні утилітарні предмети, похоронне спорядження (труни) та литі таблички або фігурки (коропластика). Вони працювали в закритих майстернях або з печами просто неба. Піч була цегляною прямокутною з висхідною тягою, що складалася з підлогового вогнища, в центрі якого знаходився стовп, що підтримував камеру, в якій випалювали кераміку; отвір у стіні навпроти печі забезпечував подачу повітря для полегшення горіння.
Мистецтво гранування коштовного каміння досягло високої досконалості, ювеліри (кутіммуми) виконували найретельнішу роботу, застосовуючи маленьке ковадло, пробний камінь, пінцет, долото, гирю. У Давньовавилонському царстві широко використовували мідь, золото, срібло та свинець. Обробляли різні мідні сплави, зокрема олов'яну бронзу. В Ассирійський період набуває поширення обробка заліза. Для здійснення своєї діяльності ковалі (наппахум) мали печі, що не відрізнялися від печей гончарів. Злитки перетворювали холодним або гарячим куванням, формуванням під тиском, прокатуванням та волочінням дроту для дорогоцінних металів, а також литтям, простим або за методом виплавленого воску, часто з обробкою куванням або торцюванням. 
До ремісників відносили також лікарів (асум), коновалів, цирульників (галлабум), шинкарів, годувальниць (мушеніктум), повій (шамхатум, кезертум, харімтум). «Закони Хаммурапі» регламентували порядок оплати їхньої праці та відповідальність за роботу. 
У давньовавилонський період торгівля контролювалася державою у вигляді торгівельних агентів (тамка́рів), які за службу в
отримували у користування ділянки полів, садів, будинки. Вони утворювали своєрідні гільдії, на чолі яких стояв головний тамкар, якого призначав цар. Тамкари також вели власну торгівлю, часто – за допомогою дрібних посередників; при цьому впливові тамкари встановлювали монопольні ціни у населених пунктах. Найбільшими центрами торгівлі були: Вавилон, Ніппур, Сіппар, Ларса, Ур. Тамкари доходили до Ханаану, Малої Азії, Еламу. Вивозили вироблені або оброблені в сільській місцевості та міських майстернях: зернові культури, хліб, фрукти, овочі, рибу, пиво, вовну, деревину, одяг, інструменти, керамічні та очеретяні вироби. Завозили срібло з Малої Азії, олова з північного сходу, міді з Кіпру, заліза, галунів з Єгипту, барвників з Фінікії та вино з Сирії. Крам перевозили переважно річками, на яких споруджували порти з коморами (каруми).
У великих господарствах існувала система перерозподілу сільськогосподарської та ремісничої продукції через систему пайків, яка полягала в виплаті від утриманців установи в обмін на їхню працю у вигляді пайків зернових, олії, вовни, а іноді й інших основних продуктів, як-от пиво, фініки тощо. Проте ця система мала тенденцію до занепаду в Ассирійський період на користь виплати заробітної плати грошима.
Роздрібна торгівля харчами здійснювалася через корчми (біт-сабі), якими керували зазвичай жінки (сабіту), суку (вуличні ринки), ринки біля брам міст, куруппу (кіоски). В біт-сабі також продавали пиво чи вино, вони водночас слугували борделями.  
Була розвинена кредитна та позичальна справа. Кредиторами виступали великі тамкари або окремі особи. Деякі храми надавали позики без високих відсоткових ставок найбіднішим, але загалом ставки у давньовавилонський період дорівнювалися 20% за гроші та 33 1/3% за крам. У періоди високої заборгованості царі оголошувала списання боргів. Для фінансування найскладніших економічних операцій вавилонські купці та підприємці могли вдаватися до комерційних позик («для великих пригод») або до тимчасових об'єднань (таппутум), коли один або декілька кредиторів надавали певну суму тамкару, а партнери потім мали ділити прибуток пропорційно початковому внеску.
У середньовавилонський період податковий імунітет дарувався також великим містам — Вавилон, Ніппур, Сіппар — та найважливішим храмам. Великі землевласники прагнули економічної самодостатності, що призводило до послаблення товарних зв'язків. Поруч із загальним скороченням припливу рабів це формувало застійні риси економіки Каситської Вавилонії.
Для каситської епохи були характерні прогресивні інновації: використання коней і мулів у землеробстві, транспортній справі, застосування комбінованого плуга-сіялки. Крім того, у зазначений період мала місце активізація міждержавної торгівлі.

### Засоби платежу

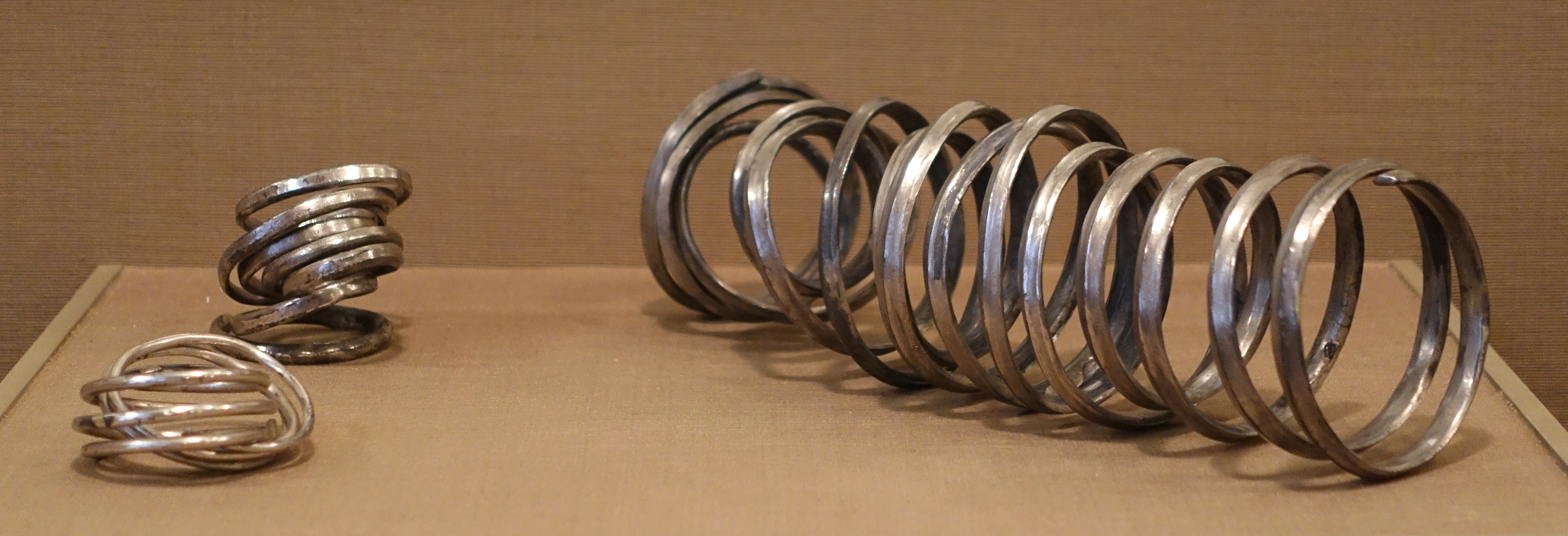
Срібні котушки, що використовувалися як гроші у Давньовавилонському царстві

Роль грошей виконували паки срібла, що вимірювались певними міною і сіклем. Мали форму злитків, пластин, кілець, котушок тощо. Вони замінили в якості платіжного засобу зерно, яке зазвичай використовувалося як розрахункова одиниця в Аккадський період.

## Вірування

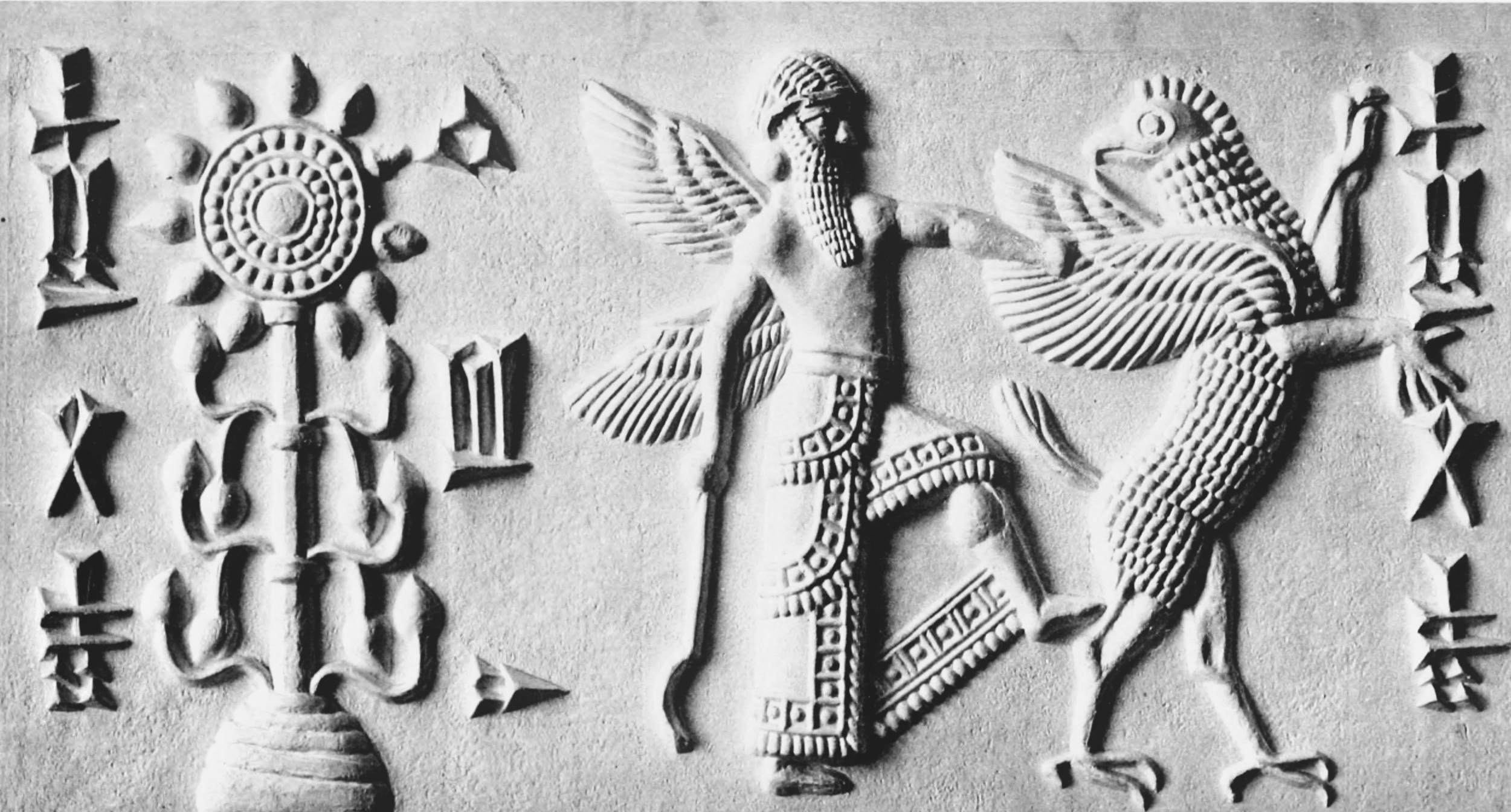
Мардук бореться з Тіамат

Створення єдиної держави мало ідеологічне оформлення, пов'язане з висуванням культу Мардука - покровителя Вавилону. Цьому богові стали приписувати функції творця Всесвіту, деміурга, царя богів тощо. Завдяки Хаммурапі Мардук замінив Енліля як верховного бога Месопотамії. Місто Вавилон стало відомим як «святе місто». 
Шамаш був богом сонця, правосуддя та ворожіння, як згадується в «Законах Хаммурапі». Вважалося, що Шамаш мав вплив на Хаммурапі, і він уособлював концепцію, що він виконуватиме закони правосуддя на землі так само, як це робить Шамаш у своїй ролі бога.
Оскільки вавилонська релігія мала різнорідне походження, то шанування одних богів нашарувалися на шанування інших. Так, богиня Сарпаніт ототожнювалася з Іштар, а Мардук не тільки з Ілу та Белом, але і Таммузом, Нінуртою (бог Лагаша), Енлілем (бог Ніппура) та Нергалом (бог Кута).

## Культура

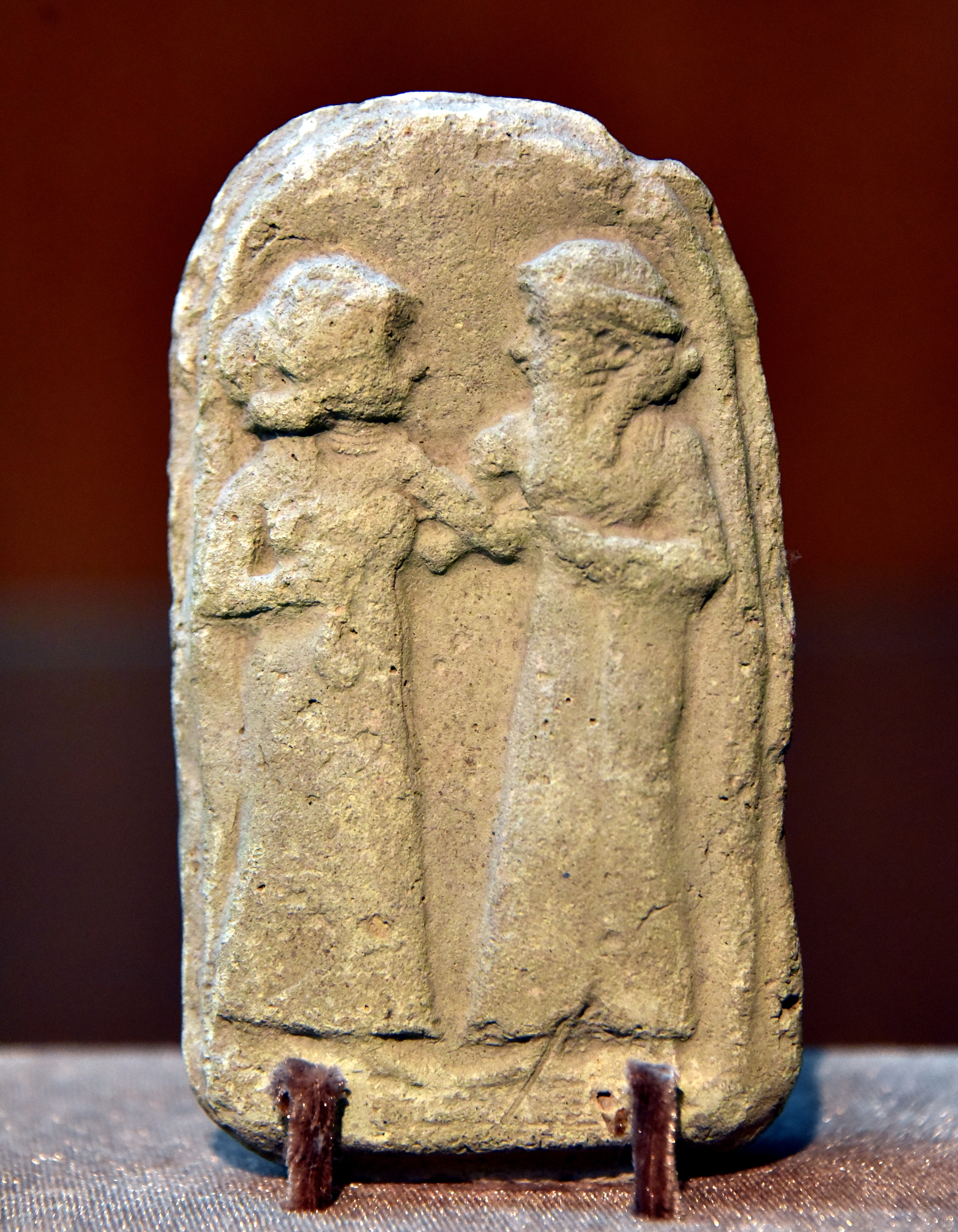
Чоловік і жінка, давньовавилонська випалена глиняна табличка

Культура Вавилону склалася на традиціях шумерської і аккадської культур: в цей час широко поширилася шумерська система письма — клинопис. Домінуючою мовою був варіант аккадської мови, який вчені називають вавилонським. Стандартна вавилонська мова була кодифікованою версією давньовавилонської мови, яка використовувалася близько 1500 р. до н. е., що з IX ст. до н.е. поширилася усім Межиріччям.
Багато чого досягли різні галузі вавилонської науки — медицина, астрономія, математика, хоча всі вони були ще тісно пов'язані з магією. У період Давньовавилонського царства міська культура досягла високого рівня, у більшості міст були бібліотеки та храми. 
Жінки, як і чоловіки, навчалися читати та писати, що передбачало знання шумерської мови, складного й розлогого складового письма. Для використання учнями були складені словники, граматики та підрядкові переклади, а також коментарі до старіших текстів та пояснення незрозумілих слів і фраз. Усі символи складового письмо було впорядковано та переназвано, а також складено їх детальні списки.
Значне зменшення числа писемних джерел свідчить про спад міської культури за часів Каситської Вавилонії.
Нововавилонські царі проводили дуже традиціоналістську політику, відроджуючи значну частину давньої шумеро-аккадської культури. Навіть попри те, що арамейська мова стала повсякденною мовою, аккадська мова залишалася мовою адміністрування та культури.

### Наука
Астрономія була тісно переплетена з астрологією. Безліч спостережень робилося не заради наукових досліджень, а в астрологічних цілях. Також астрономія була необхідна для розвитку календарної системи, яка давала можливість відраховувати час. Крім того, розвиток астрономії заохочував вавилонський цар Хаммурапі. Століття вавилонських спостережень за небесними явищами зафіксовані в серії клинописних табличок, відомих як «Енума Ану Енліль». Найдавнішим значним астрономічним текстом, який ми маємо, є табличка 63 «Енума Ану Енліль» (табличка Венери Аммі-цадуки), яка перераховує перший та останній видимі сходи Венери протягом приблизно 21 року та є найдавнішим свідченням того, що явища планети визнавалися періодичними. 
Найдавніша прямокутна астролябія датується Вавилонією приблизно 1100 р. до н. е. MUL.APIN містить каталоги зірок та сузір'їв, а також схеми прогнозування геліактичних сходів та заходів планет, тривалість світлового дня, виміряну водяним годинником за тінню гномона, та інтеркаляції. Вавилонський текст GU розташовує зірки в «ланцюжки», що лежать вздовж кіл схилення і таким чином вимірюють прямі сходження або часові інтервали, а також використовує зірки зеніту, які також розділені заданими різницями прямих сходжень
За часів царювання Хаммурапі календар міста Ур став офіційним календарем Вавилонії. Спочатку він був місячним і рік у ньому складався з 12 місяців по 29 і 30 днів у кожному. Дрібнішою одиницею вимірювання часу був семиденний тиждень, запозичений у шумерів. Поступово календар перетворювався на місячно-сонячний. Вже у вісімнадцятому столітті до нашої ери застосовувалася система довільних вставок. 

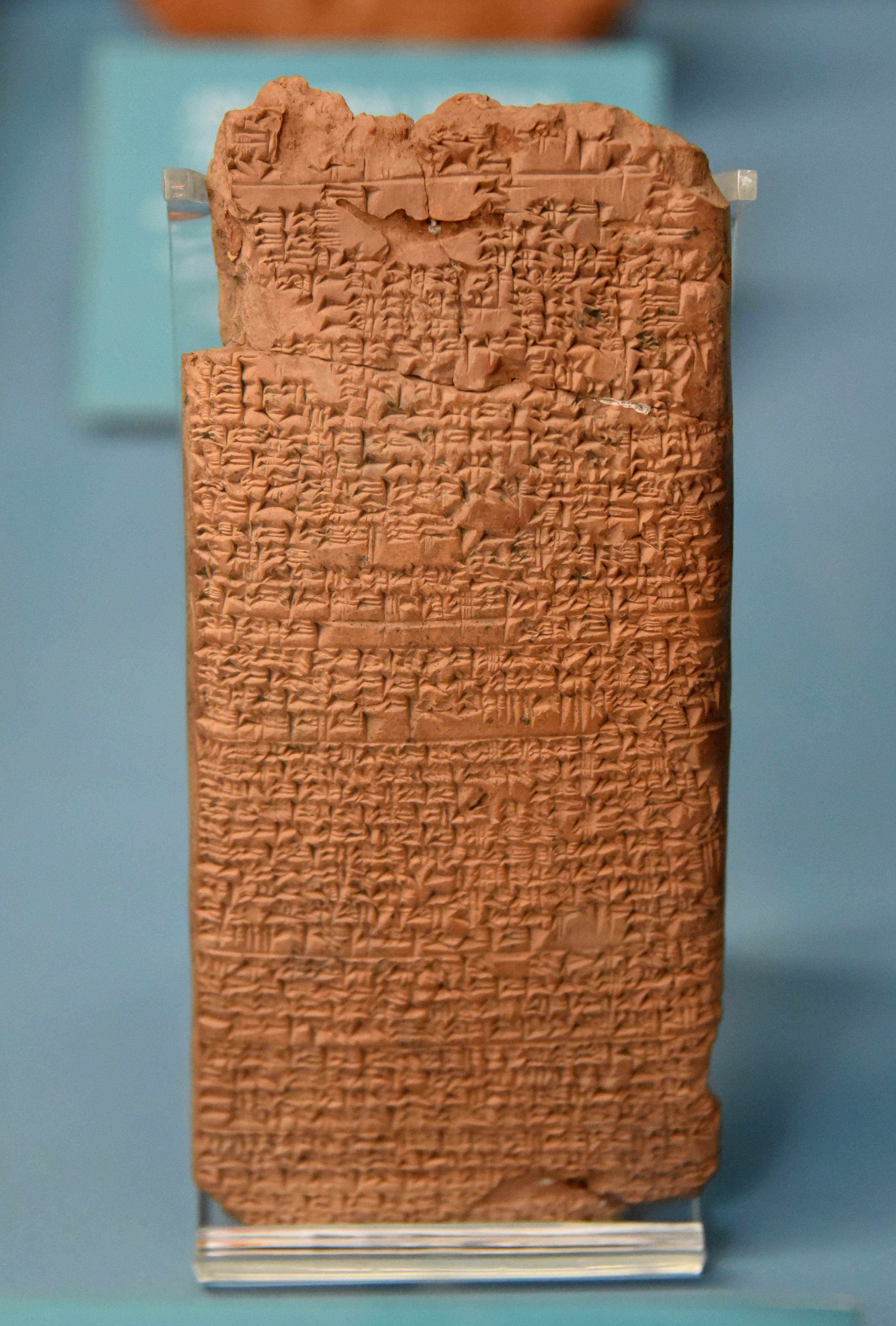
Медичний рецепт проти отруєння. Ніппур. XVIII ст. до н.е.

Найдавніші вавілонські тексти з медицини датуються Першою вавилонською династією. Їх було складено аккадською мовою. Найбільшим медичним текстом є «Діагностичний довідник», складений умману (головним вченим) Есагіл-кін-аплі з Борсіппи за часів правління вавилонського царя Адад-апла-іддіни. Він базувався на логічному наборі аксіом та припущень, включаючи сучасну точку зору, що шляхом обстеження та перевірки симптомів пацієнта можна визначити хворобу пацієнта, її етіологію та майбутній розвиток, а також шанси на одужання пацієнта. Есагіл-кін-аплі відкрив різноманітні хвороби та описав їхні симптоми, насамперед багатьох різновидів епілепсії та пов'язаних з нею захворювань, а також їх діагноз та прогноз.
Вавилонська медицина була тісно пов'язана з релігією. Симптоми та хвороби пацієнта лікували за допомогою терапевтичних засобів, таких як пов'язки, креми та таблетки. Якщо пацієнта не можна було вилікувати фізично, вавилонські лікарі часто покладалися на екзорцизм, щоб очистити його від будь-яких прокльонів. 
Вавилоняни запровадили поняття діагностики, прогнозу, фізичного обстеження та рецептів. Крім того, Діагностичний довідник представив методи терапії та етіології, а також використання емпіризму, логіки та раціональності в діагностиці, прогнозі та терапії. Текст містить перелік медичних симптомів і часто детальні емпіричні спостереження разом із логічними правилами, що використовуються для поєднання спостережуваних симптомів на тілі пацієнта з його діагнозом та прогнозом. 
Математичні тексти носять переважно навчальний характер. З них видно, що вавилонська розрахункова техніка була набагато досконаліша єгипетської, а коло вирішуваних завдань істотно ширше. Є завдання на рішення рівнянь другого ступеня, геометричні прогресії. При вирішенні застосовувалися пропорції, середнє арифметичне, відсотки. Методи роботи з прогресіями були глибші, ніж у єгиптян. Лінійні і квадратні рівняння вирішувалися ще в епоху Хаммурапі; при цьому використовувалася геометрична термінологія (добуток ab називався площею, abc — об'ємом). Багато значків для одночленів були шумерськими, з чого можна зробити висновок про давність цих алгоритмів; ці значки вживалися як буквені позначення невідомих в нашій алгебрі. Зустрічаються також кубічні рівняння і системи лінійних рівнянь. Вінцем планіметрії була теорема Піфагора; Ван дер Варден вважає, що вавилоняни відкрили її між 2000 і 1786 роками до н. е.
Використовували 60-кову позиційну систему. Значків для цифр було всього два, позначимо їх — О (одиниці) і Д (десятки); пізніше з'явився значок для нуля. Основою обчислювальної техніки вавілонян був громіздкий комплект спеціальних арифметичних таблиць. Для обчислення квадратного кореня вавилоняни відкрили ітераційний швидко збіжний процес. У геометрії розглядалися такі самі фігури, що й у Стародавньому Єгипті, плюс сегмент кола і усічений конус. Від вавілонської математики веде початок вимір кутів градусами, хвилинами та секундами.

### Мистецтво

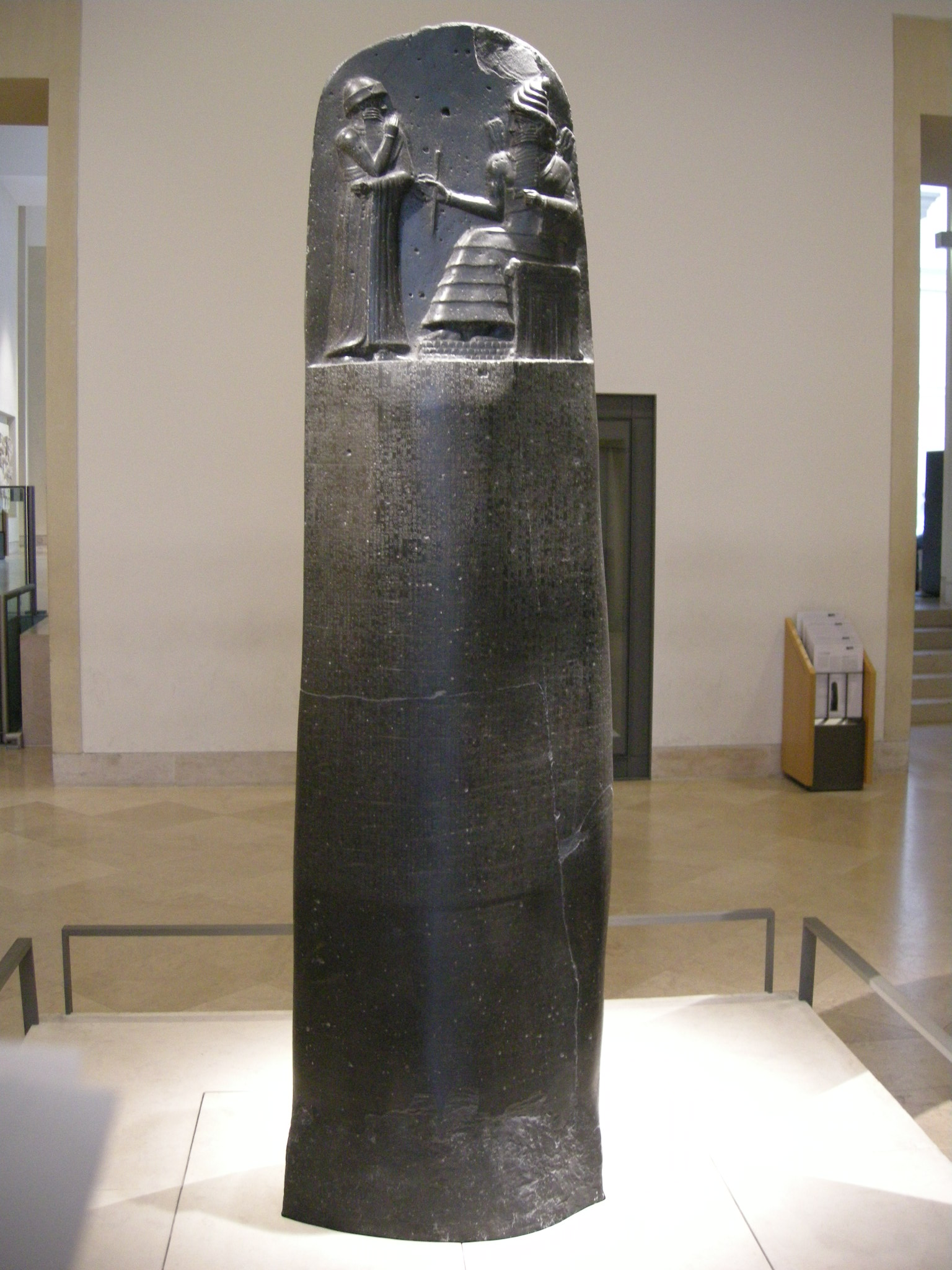
Стела Хаммурапі зі склепінням його законів, Вашингтон, США

Чудовим пам'ятником давньовавилонського мистецтва є рельєф на діоритовому стовпі (висотою близько 2 м) зі зведенням законів царя Хаммурапі, накресленими клиноподібними знаками. Іншою, не менш значною, скульптурною пам'яткою цього часу є діоритова голова (Париж, Лувр), в якій бачать портрет Хаммурапі — це літня людина з різкими, вольовими, навіть суворими рисами обличчя.
Серед архітектурних пам'яток каситського часу слід назвати храм Караіндаша в Уруці (друга половина XV століття до н. е.) з величезними статуями божеств, які виступають з ніш в стінах і викладені, як і стіни будівлі, з цегли. Тут вперше скульптура стала справді органічною частиною архітектури. Серед скульптурних творів цього часу виділяється своєю монументальністю бронзова статуя цариці Напір-Асу, знайдена в Еламі (Париж, Лувр).

### Архітектура
Велика кількість глини та брак каменю призвели до більшого використання глиняної цегли. Вавилонські храми були масивними спорудами з грубої цегли, які підтримувалися контрфорсами, а дощова вода відводилася водостоками. Використання цегли призвело до раннього розвитку пілястр та колон, а також фресок та емальованої плитки. Стіни були яскраво забарвлені, а іноді покриті цинком або золотом, а також плиткою. Розфарбовані теракотові конуси для смолоскипів також були вбудовані в штукатурку. У Вавилонії замість рельєфу більше використовувалися тривимірні фігури — найдавнішими прикладами є статуї Гудеа, які є реалістичними, хоча й дещо незграбними. 
Царські палаци (егаль або екаллу) виконували різні функції: резиденція для царя та його родини, вища адміністрація та двір; місце зберігання царської скарбниці; символ влади та її могутності; центр управління царством та управління його міжнародними відносинами. Хаммурапі мав провінційні палаци в Сіппарі, Борсіппі, Кіші, Тель-Мухаммеді, а потім, після їхнього завоювання, в Ларсі, Уруку, Ісіні.

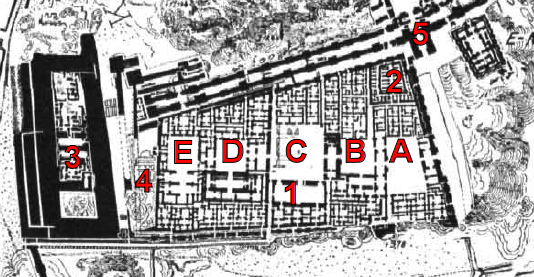
Царський південний палац часів Нововавилонського царства

Єдиний з палаців середньовавилонського періоду, від яких залишилися хоча би руїни, це палац у Дур-Курігальзу: величезний комплекс, що складається з кількох частково розкопаних одиниць, кожна з яких організована навколо центрального квадратного внутрішнього двору, оточеного низкою невеликих кімнат; ця будівля, можливо, мала, перш за все, церемоніальну функцію. Інші палаци відносяться до Нововавилонського царства, зокрема південний палац, який мав форму трапеції розміром 322 × 190 м, що складається з понад 200 кімнат, організованих навколо п'яти розташованих поруч внутрішніх дворів, головний двір яких відкривається до тронної зали та царських апартаментів. 
Проявом нововавилонської архітектури було саме місто Вавилон, яке Навуходоносор II зробив одним із чудес світу під час свого мирного, процвітаючого правління, звівши численні споруди, вулиці, сади.

### Одяг і побут
Чоловіки зазвичай носили спідниці, що закінчувалися вище коліна, та одяг, що драпірувався навколо їхнього тулуба, іноді довгі туніки; жінки носили довгі сукні з рукавами або без них. Ці вироби могли бути прикрашені бахромою, рюшами та пасмами.
На зображеннях чоловіки зазвичай мають коротке волосся та ретельно зачесані бороди, деякі зображення також показують їх з довгим волоссям. На теракотових зображеннях давньовавилонського періоду жіночі фігури мають волосся, зачесане з проділом посередині або заплетене в коси, іноді обгорнуте навколо голови, але мало шиньйонів, на відміну від шумерського періоду. 
У резиденціях еліти були водні споруди, і було прийнято мити ноги перед входом до будинку та руки перед їжею. Використовувалися мило та ароматичні олії, а також косметичні засоби, такі як кохль.